# Normat
Normat är en förkortning för Nordisk matematisk tidskrift, som ges ut av de nordiska matematikföreningarna. 
Artiklarna, som skrivs på något av de nordiska språken, behandlar matematiska ämnen och vänder sig främst till personer med universitetsbakgrund i matematik.